# 288 f.Kr.

## Händelser

### Efter plats

#### Grekland
- Den makedoniske kungen Demetrios Poliorketes möter ett samlat anfall av Lysimachos och kung Pyrrhus av Epiros, efter att Seleukos, Ptolemaios och Lysimachos har bildat en koalition, för att förhindra Demetrios planer på att invadera Mindre Asien. Ptolemaios flotta anländer till Grekland, för att få städerna att göra uppror.
- Aten gör uppror och Demetrios belägrar staden. Pyrrhus erövrar Thessalien och västra halvan av Makedonien och kan, med stöd av Ptolemaios flotta, därmed hjälpa Aten mot Demetrios belägring.
- Efter att den egyptiska flottan på ett avgörande sätt har deltagit i befrielsen av Aten från den makedoniska ockupationen blir Ptolemaios beskyddare över Ö-förbundet, vilket består av de flesta grekiska öarna i Egeiska havet. Egyptens överlägsenhet till sjöss i Medelhavet under de kommande årtiondena grundar sig på denna allians.

#### Sicilien
- Efter Agathokles död intar några av hans övergivna legosoldater Messana på nordvästra Sicilien och styr staden under namnet Mamertinerna (Mars söner). Staden blir en bas från vilken de kommer att härja den sicilianska landsbygden.

#### Asien
- Sri Maha Bodhi (det heliga fikonträdet) planteras i Anuradhapura, Sri Lanka, vilket är det tidigaste kända planteringsdatumet för något planterat träd, som fortfarande (2025) lever.